# Naissance en 1385
Naissance
- 1381
- 1382
- 1383
- 1384
- 1385
- 1386
- 1387
- 1388
- 1389

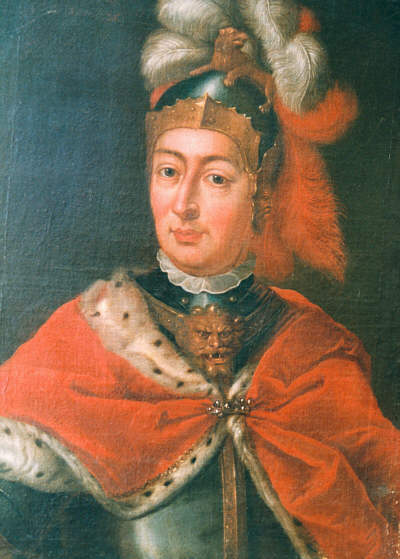
Étienne de Bavière, né en 1385.

Cette page dresse une liste de personnalités nées au cours de l'année 1385  :
- 10 septembre : Lê Lợi, empereur du Đại Việt, fondateur de la dynastie des Lê postérieurs.
- 10 octobre : Kale Kyetaungnyo, septième souverain du royaume d'Ava, en Haute-Birmanie.

- Alain Chartier, poète.
- Jean Ier d'Alençon, comte, puis duc d'Alençon et comte de Perche.
- Étienne de Bavière, comte palatin de Simmern et duc palatin de Deux-Ponts.
- Richard de Conisburgh,  1er comte de Cambridge.
- Isidore de Kiev, métropolite de Moscou.
- Anne de Laval, comtesse de Laval, baronne de Vitré, vicomtesse de Rennes, de Châtillon, de Gavre.
- Guy XIII de Laval, seigneur de Kergorlay, baron de La Roche-Bernard, baron de Laz, châtelain de La Brétesche, seigneur de Lohéac, et de La Roche-en-Nort, puis baron de Vitré, seigneur de Laval et d'Acquigny, vicomte de Rennes et chevalier banneret.
- Antoine de Toulongeon, seigneur de Buxy, La Bastie, Montrichard et de Traves, est un gentilhomme bourguignon, qui occupe les fonctions de chambellan et maréchal de Bourgogne, gouverneur général des pays de Bourgogne et de Charolais. Il est aussi ambassadeur en Angleterre et en France. Il est l'un des premiers chevaliers de l'Ordre de la Toison d'or.
- Humbert de Villersexel, comte de la Roche, seigneur de Villersexel, Maîche, Orbe et Saint Hippolyte.
- Marco della Robbia, sculpteur italien du XVe siècle, membre des Della Robbia, une famille d'artistes italiens spécialisés dans la terre cuite émaillée (terracotta invetriatamétropolite de Moscou) pendant la Renaissance italienne.
- Giovanni del Ponte, peintre italien gothique.
- Khedrup Je, au Tibet, qui devient le premier panchen-lama (nommé rétroactivement, 1385-1438).
- Galeazzo Malatesta, condottiere italien et seigneur de Pesaro et Fossombrone.
- Michel Savonarole, humaniste, médecin, écrivain et scientifique italien.
- Paul von Rusdorf, 29e grand maître de l'ordre Teutonique.
- Robert Willoughby, 6e baron Willoughby d'Eresby, comte de Vendôme puis comte de Beaumont-sur-Oise, commandant militaire anglais durant la guerre de Cent Ans.

date incertaine (vers 1385)
- Thomas Beckington, théologien et diplomate britannique.
- Antoine Ier de Croÿ, seigneur de Croÿ, de Renty, de Beaurain, de Bar-sur-Aube et de Rozay, comte de Beaumont (Hainaut), de Porcien et de Guînes.
- Angelo di Agostino Mazzinghi, prêtre de l'Ordre du Carmel.

## Crédit d'auteurs
- Cet article est partiellement ou en totalité issu de l'article intitulé « 1385 » (voir la liste des auteurs).